# Farontó lepkefélék
A farontó lepkefélék (Cossidae) a valódi lepkék alrendjébe tartozó Heteroneura alrendág Cossoidea öregcsaládjának névadó családja.

## Származásuk, elterjedésük
Magyarországon hét fajuk él.

## Megjelenésük, felépítésük
A család tagjai közepes vagy nagy termetűek. Ezek a legnagyobb molylepkék, éppen ezért a régebbi felosztások a nagylepkék (Macrolepidoptera) közé sorolták őket. Egyes fajoknak mindkét pár szárnya megnyúlt, másoknál csak az első pár. Csápjuk aránylag rövid. A pödörnyelv nem fejlődött ki, az imágóknak nincs szájszerve. Hernyóik rágója erős.

## Életmódjuk, élőhelyük
Hosszú életű hernyóik a hagymások föld alatti részében, illetve fák törzsében vagy ágaiban fejlődnek ki úgy, hogy közben járatokat rágnak a növénybe (aknázó életmód). Bábjuk mozgékony.
A lepkék éjszaka rajzanak, a mesterséges fény vonzza őket. Egyáltalán nem táplálkoznak.

## Rendszertani felosztásuk
A családot 10 alcsaládra és további 76, alcsaládba be nem sorolt nemre bontják.
Kárpát-medencei fajok:
- farontó lepkeformák alcsaládja (Cossinae):
  - nyárfarontó lepke (Acossus terebra, korábban Lamellocossus terebrus) — Magyarországon védett, természetvédelmi értéke: 10 000 Ft (Pastorális, 2011);
  - fokhagymamoly (avagy fokhagymalepke, Dyspessa ulula Borkhausen, 1790) — Magyarországon közönséges (Buschmann, 2004; Mészáros, 2005; Pastorális, 2011; Pastorális & Szeőke, 2011);
  - spárgalepke (Parahypopta caestrum Hb., 1808) — Magyarországon közönséges (Buschmann, 2004; Mészáros, 2005; Pastorális, 2011; Pastorális & Szeőke, 2011);
  - sztyepplepke(Paracossulus thrips Hb., 1818) többfelé előfordul (Pastorális, 2011);
- Cossulinae alcsalád:
- nagy farontólepke (avagy nagy farágólepke avagy fűzfarontó lepke, Cossus cossus L., 1758) — Magyarországon közönséges (Fazekas, 2001; Buschmann, 2004; Mészáros, 2005; Pastorális, 2011; Pastorális & Szeőke, 2011);
- Zeuzerinae alcsalád:
  - kis farontólepke (avagy kis farágólepke avagy almafarontó lepke, Zeuzera pyrina L., 1761) — Magyarországon közönséges (Buschmann, 2004; Mészáros, 2005; Pastorális, 2011; Pastorális & Szeőke, 2011);
  - nádfúró lepke (Phragmataecia castaneae Hb., 1790) — Magyarországon közönséges (Buschmann, 2004; Mészáros, 2005; Pastorális, 2011; Pastorális & Szeőke, 2011);

### Besorolatlan nemek
- Achthina
- Acritocera
- Acyttara
- Adelopsyche
- Allostylus
- Anastomophleps
- Breyeriana
- Callocossus
- Charmoses
- Coryphodema
- Costria
- Dimorphoctena
- Dolecta
- Dyspessacossus
- Eremocossus
- Eugivira
- Givarbela
- Gurnetia
- Hemilipia
- Holcoceroides
- Huayna
- Inguromorpha
- Lentagena
- Morpheis
- Nomima
- Pecticossus
- Phragmatoecioides
- Psychidarbela
- Psychogena
- Ptilomacra
- Puseyia
- Ravigia
- Schausiania
- Sinicossus
- Synaptophleps
- Theatrista
- Xyleutites
- Zeuzerops
- Zyganisus

## Névváltozatok
- farontólepkék[3]

- farontólepke-félék[4]